# Puiput
De Puiput is een gehucht in de gemeente Beveren-Kruibeke-Zwijndrecht in de Belgische provincie Oost-Vlaanderen. Het gehucht ligt in het zuidoosten van deelgemeente Beveren-centurm, tegen de grens met deelgemeente Melsele. Het ligt twee kilometer ten zuidwesten van de dorpskern van Beveren, rond de gelijknamige straat Puiput en de Dweerse Kromstraat, net ten oosten van de Kruibekesteenweg die de centra van Beveren en Kruibeke verbindt. De Dweerse Kromstraat loopt in oostelijke richting naar het gehucht Ponjaard.

## Geschiedenis
De Ferrariskaart uit de jaren 1770 toont hier het gehucht Puyenput. De Atlas der Buurtwegen uit 1841 vermeldt het gehucht Puiput, en vermeldt bij de bebouwing net ten noordoosten langs de weg naar Melsele de gehuchtnaam Gendstraat. De Vandermaelenkaart uit het midden van de 19de eeuw toont de naam Puypyt, en toont eveneens net te noordoosten de naam Gent Str..

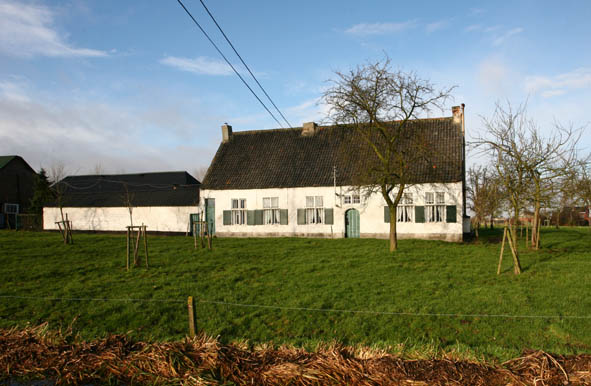
Boerenwoning, Puiput 1
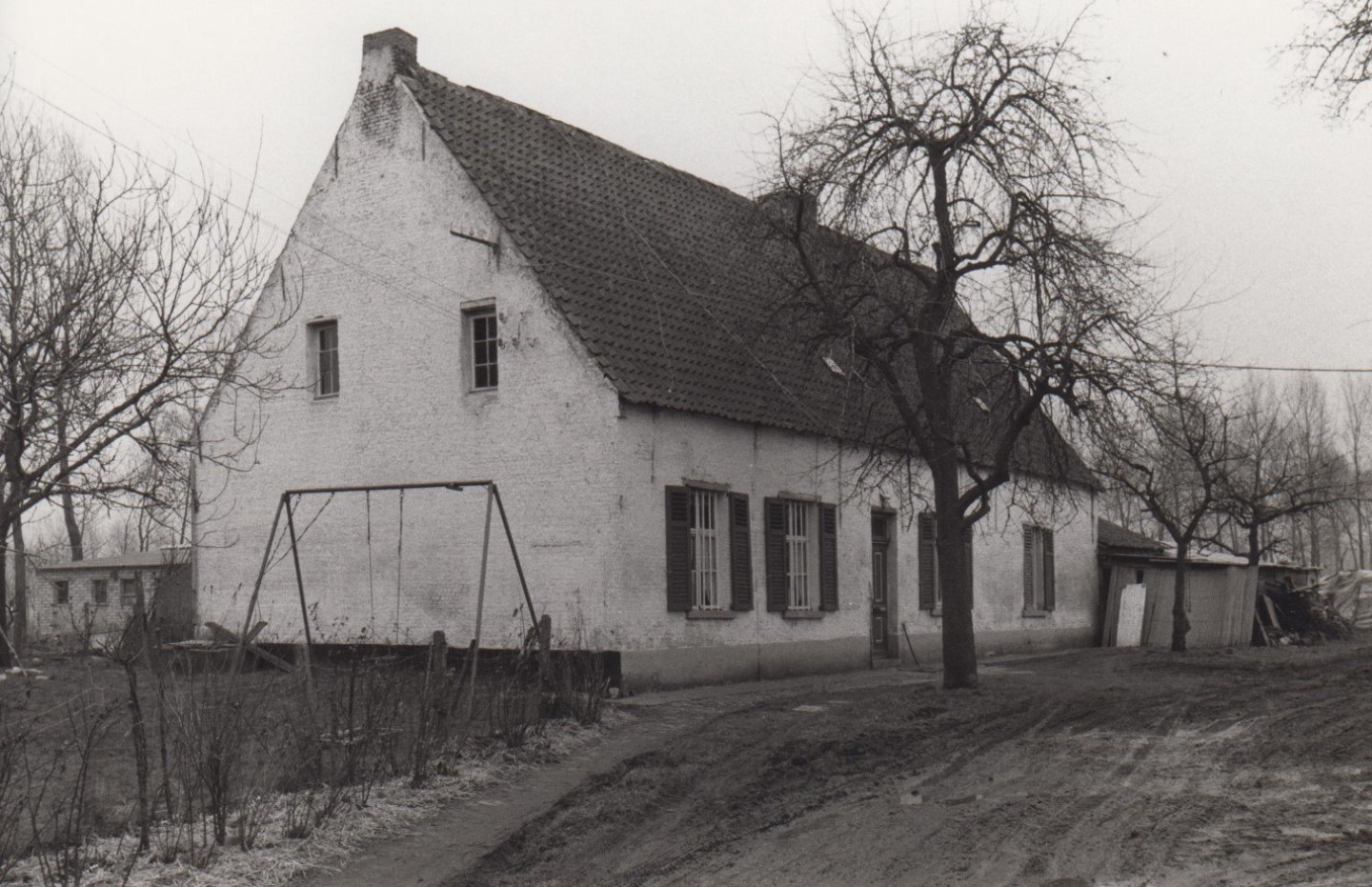
Boerenwoning, Puiput 2
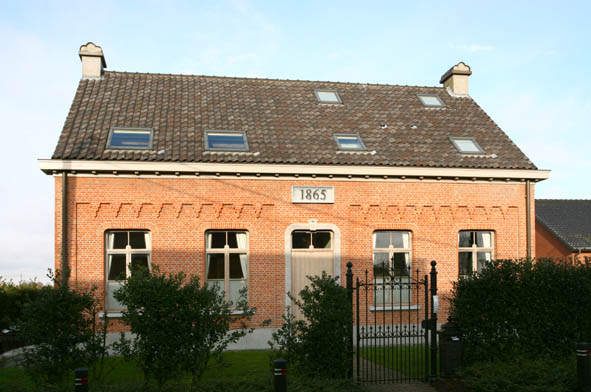
Dorpswoning

Deelgemeenten: Bazel · Beveren · Burcht · Doel · Haasdonk · Kallo · Kieldrecht · Kruibeke · Melsele · Rupelmonde · Verrebroek · Vrasene · Zwijndrecht

Overige dorpen en gehuchten: Beestenhoek · Bloempot · De Bank · Doorn · Es · Gaverland ·  Geslecht · Groot Laar · Halve Maan · Hoogeinde · Hoogstraat · Kalishoek (Doel) · Kalishoek (Melsele) · Kemphoek · Klein Laar · Melseledijk· Mosselbank (Haasdonk) · Mosselbank (Vrasene) · Nieuwe Parochie · Ouden Doel · Oudendijk · Ponjaard · Prosperpolder · Puiput · Rapenberg · Rapenburg · Saftingen · Sint-Antoniushoek · Smoutpot · Stenen Kruis · Tijskenshoek · Vendoorn · Verrebroekse Blikken · Vijfstraten · Vliegenstal · Voshoek · Westakkers · Wilden Haan · Zillebeek · Zwaantje

Belgische gemeenten · Arrondissement Sint-Niklaas · Oost-Vlaanderen · Vlaanderen